# یوری گوسوف
یوری گوسوف (روسی: Юрий Солтанбекович Гусов؛ ۱۸ مارس ۱۹۴۰ – ۸ مارس ۲۰۰۲) کشتی‌گیر آزاد اهل اتحاد جماهیر شوروی بود.
وی در مسابقات کشوری و بین‌المللی در مجموع برندهٔ ۲ مدال طلا، ۱ مدال نقره شده‌است.